# أروى بن عباس
أروى بن عباس (بالفرنسية: Aroua Ben Abbas)‏ ولدت في 1963 في باردو في ضواحي تونس العاصمة. هي سياسية تونسية، وقيادية في حركة النهضة ذات التوجه الإسلامي.

فازت بمقعدها كنائبة في مجلس نواب الشعب بعد انتخابات 26 أكتوبر 2014 عن النهضة في دائرة تونس الثانية الانتخابية.

## السيرة الذاتية
زاولت أروى بن عباس تعليمها الابتدائي والثانوي بتونس العاصمة، وتحصلت على شهادة الباكالوريا من معهد الفتيات بنهج روسيا، وبعدها انتقلت للدراسة في الجامعة حيث درست بالمعهد التكنولوجي للفن والهندسة المعمارية والتعمير بتونس التابع لجامعة قرطاج أين تحصلت على شهادة الهندسة في تصميم الفضاءات الداخلية والديكور. واشتغلت على إعداد عديد الديكورات وعملت بعديد شركات الهندسة المعمارية، وبذلك هي مهندسة في تصميم الفضاءات الداخلية حيث تدير مكتبها المختص في تجارة وخدمات التصميم الداخلي. 

ظهرت للعلن ولأول مرة في أغسطس 2014 عند ترشيحها للانتخابات من قبل حركة النهضة. انتخبت كنائبة في مجلس نواب الشعب بعد انتخابات 26 أكتوبر 2014 عن النهضة في دائرة تونس الثانية الانتخابية. في هذا المجلس هي عضوة في لجنة النظام الداخلي والحصانة والقوانين البرلمانية والقوانين الانتخابية والمقررة المساعدة الأولى في اللجنة الانتخابية وكذلك عضوة في اللجنة الخاصة بدراسة وفرز ملفات الترشح لعضوية الهيئة العليا المستقلة للانتخابات.

## مقالات ذات صلة
- حركة النهضة (تونس).

## وصلات خارجية
- السيرة الذاتية لأروى بن عباس على موقع مرصد مجلس نواب الشعب التابع لمنظمة البوصلة.